# Корд (ткань)

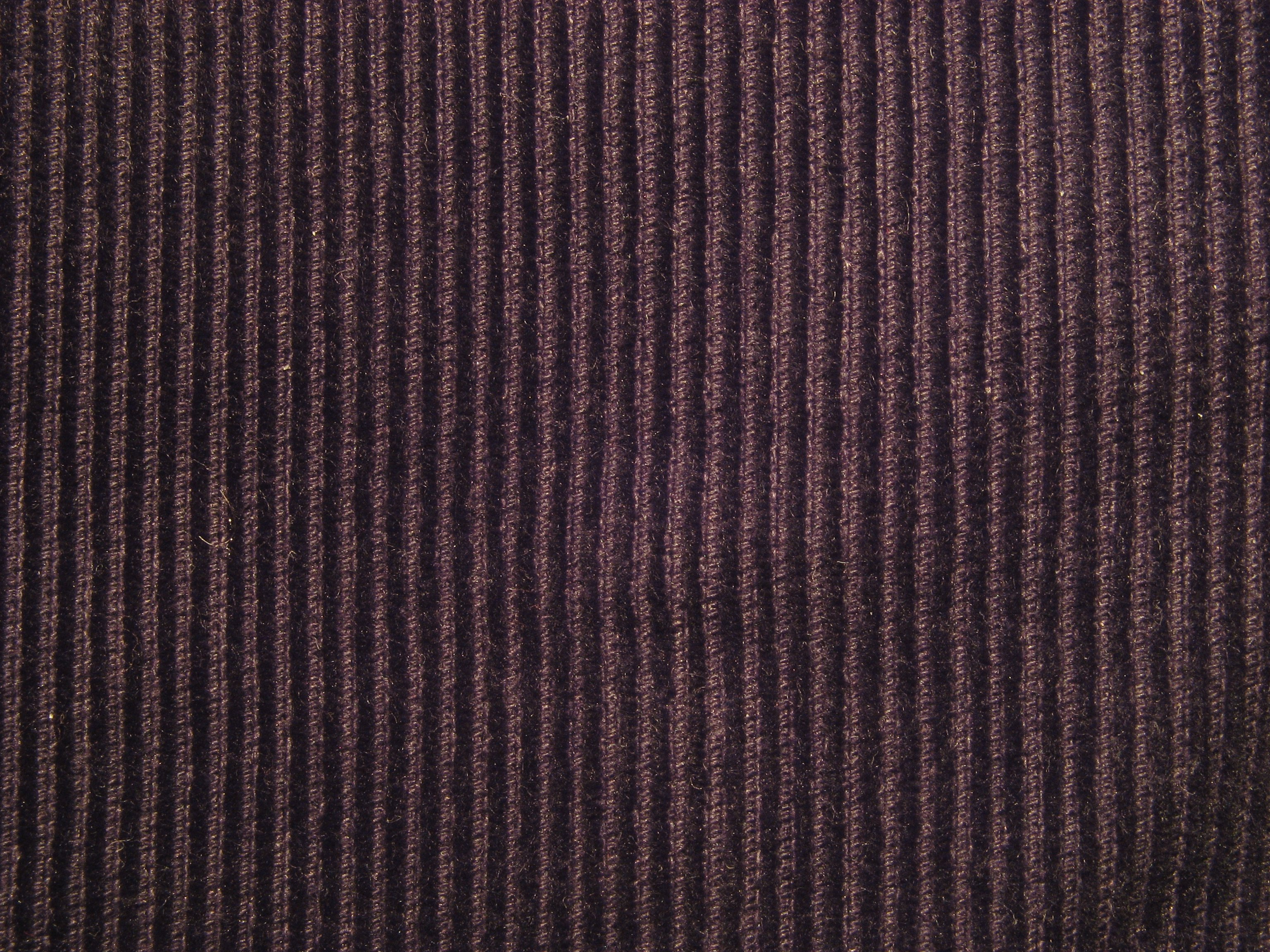
Хлопчатобумажный корд

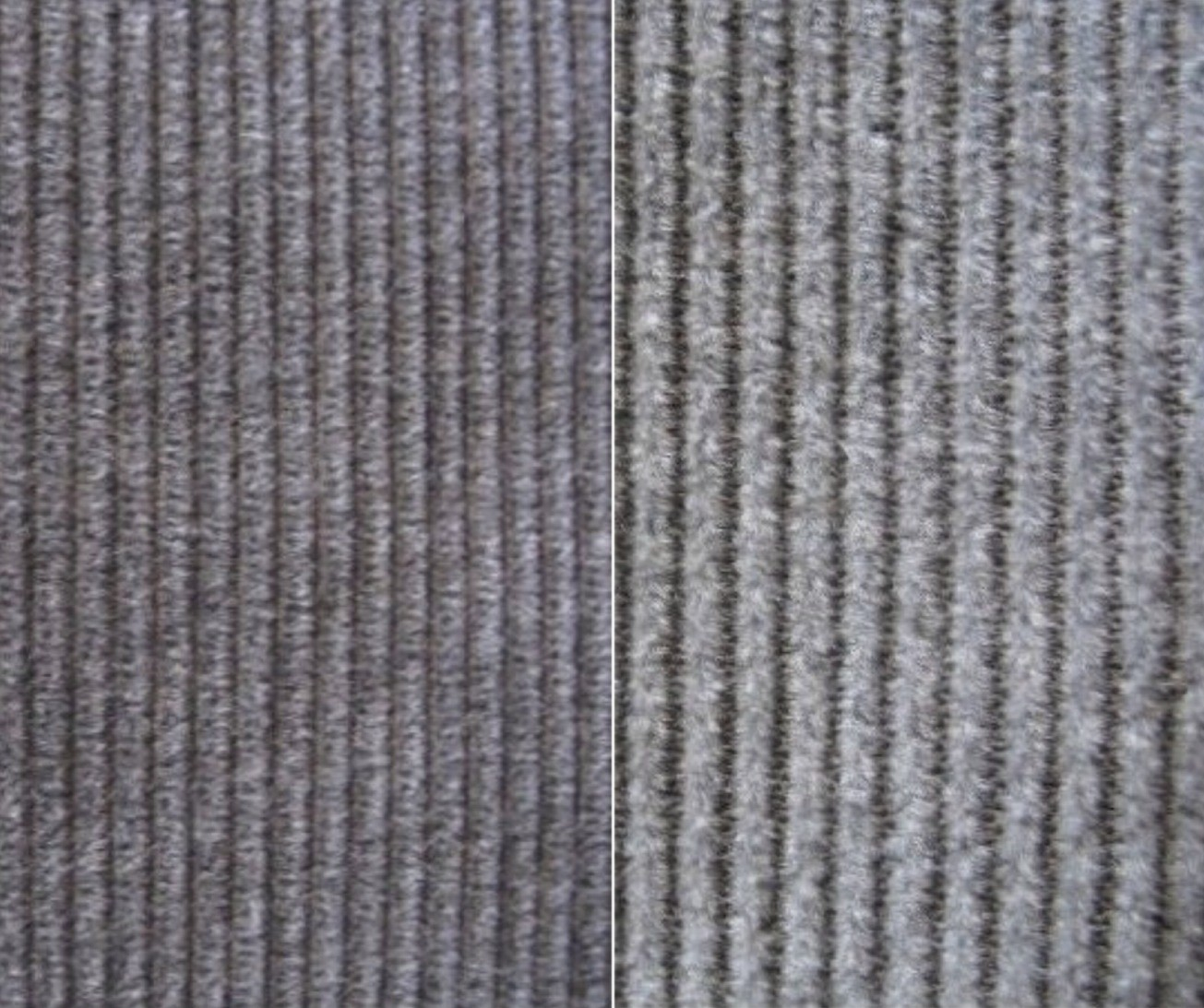
Хлопчатобумажный и шерстяной корд

Корд — шерстяная ткань особого переплетения, создающего на её лицевой поверхности продольные рубчики шириной около 3—8 мм. В зависимости от плотности и толщины корд употребляют для пошивки платьев, костюмов или пальто. Наиболее тяжёлыми и плотными кордами обивают сиденья легковых автомобилей.
Вельвет — разновидность корда с более узкими рубчиками.